# 让-弗朗索瓦·多尔热
让-弗朗索瓦·多尔热（法語：Jean-François d'Orgeix，法語發音：[ʒɑ̃ fʁɑ̃swa dɔʁʒɛks]；1921年4月15日—2006年7月4日），法国男子马术运动员。他曾代表法国参加1948年和1952年夏季奥林匹克运动会马术比赛，获得一枚铜牌。